# Hy Lạp cổ phong
Hy Lạp cổ phong là thời kỳ trong lịch sử Hy Lạp kéo dài từ thế kỷ thứ tám trước Công nguyên đến khi người Ba Tư xâm lược Hy Lạp lần thứ hai vào năm 480 trước Công nguyên, nó đã nối tiếp thời kỳ đen tối của Hy Lạp và tiếp sau đó là thời kỳ cổ điển. Vào thời cổ đại, người Hy Lạp định cư trên khắp Địa Trung Hải và Biển Đen, đến tận Marseille ở phía tây và Trapezus (Trebizond) ở phía đông; vào cuối thời kỳ Cổ xưa, họ là một phần của mạng lưới thương mại kéo dài trên toàn Địa Trung Hải.
Thời kỳ Cổ xưa bắt đầu với sự gia tăng mạnh mẽ của dân số Hy Lạp  và một loạt những thay đổi quan trọng khiến thế giới Hy Lạp vào cuối thế kỷ thứ 8 hoàn toàn không thể nhận ra từ đầu. Theo Anthony Snodgrass, thời kỳ Cổ xưa bị giới hạn bởi hai cuộc cách mạng trong thế giới Hy Lạp. Nó bắt đầu với một "cuộc cách mạng cấu trúc" đã "vẽ bản đồ chính trị của thế giới Hy Lạp" và thành lập poleis, các thành bang Hy Lạp riêng biệt, và nó kết thúc bằng cuộc cách mạng trí tuệ của Thời kỳ cổ điển.